# ファルディア
ファルディア（faldìa）は馬肉を使ったピアチェンツァ料理の一つ。この料理は横隔膜から作られた薄いカツレツである。この部位は脂肪がないことと、フィレに似ていることが高く評価されている。ピアチェンツァ料理では馬やロバの肉を使うことは一般的ではない。しかしながら、貧しい料理に関連して、このレシピは20世紀に使われなくなったが、ここ数十年でピアチェンツァおよびピアチェンツァ県のいくつかのレストランで料理が再提案された。

## 調理
ファルディアは薄切りの肉にパン粉を着けてバターで揚げており、固くなりすぎないように調理される。調理後はバジルを敷いた上に載せて供される。

## 名称の由来
「ファルディア」という名称はスペイン語でスカートを意味するfaldaに由来している。ファルディアという用語は、大聖堂時代にスカートの下に着けて、スカートを保持し、裾が広がるようにした道具のことである。おそらく、肉の切り身の繊細さが、服の軽さをイメージさせるからと思われる。

## 参考資料
- Valentina Bernardelli e Luigi Franchi, Atlante alimentare piacentino,  Tip. Le. Co., Piacenza, 2007